# Francesco Maria Molza

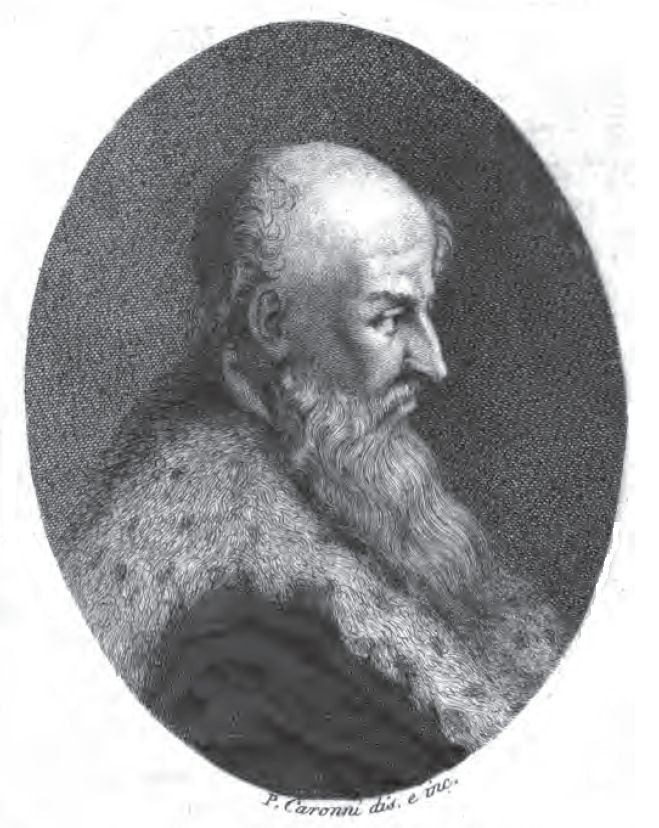
Francesco Maria Molza

Francesco Maria Molza (* 18. Juni 1489 in Modena; † 28. Februar 1544 ebenda) war ein italienischer Dichter.

## Leben
Molza studierte an den Universitäten Modena, Bologna und Rom. Molzas Lebenswandel in Rom bewog seine Eltern, ihn – ohne Abschluss – 1512 zurück nach Hause zu holen. Dort wurde er kurz darauf auch verheiratet. Nach vierjähriger Ehe verließ Molza seine Ehefrau und kehrte nach Rom zurück. Durch seine Gedichte wurde Papst Leo X. auf ihn aufmerksam und nahm Molza bald darauf in den Kreis von Künstlern, Schriftstellern und Wissenschaftlern auf, der sich um ihn gebildet hatte.
In dieser Zeit fungierte Kardinal Ippolito de’ Medici als Molzas Mäzen; nach dessen Tod übernahm Alessandro Farnese diese Rolle. Um 1540 kehrte Molza zu seiner Familie nach Modena zurück und starb dort im Alter von 54 Jahren am 28. Februar 1544 an der Syphilis.
Zeitgenossen berichten, dass Molzas Enkelin, Tarquinia Molza, ihren Großvater an Talent noch übertraf.

## Rezeption
Molza gilt als einer der bedeutenderen Lyriker seines Jahrhunderts; sein lyrisches Schaffen als ein genaues Abbild seiner Zeit. Gerade seine Liebeslyrik zeichnet sich durch Empfindsamkeit, wie auch durch Leidenschaft aus; je nachdem, an wen diese adressiert waren; Faustina Mancina (eine seiner Mätressen) aber auch die edle Dame Camilla Gonzaga sind hier zu nennen.
Kaum weniger geschätzt wurden Molzas Kanzonen, welche sich durch einen Reichtum an kühnen und gewaltigen Bildern auszeichneten, mit denen sie sich von ihren Vorgängern unterschieden.
Molzas Epigramme, veröffentlicht unter dem Titel Capitolo in lodo de' fichi, erschienen erstmals als Anhang zu Pietro Aretinos Dialoghi und wurden durch den Schriftsteller Annibale Caro kongenial kommentiert herausgegeben.

## Werke
- Capitoli erotici. Edizione Congedo, Galatina 1999, ISBN 88-8086-251-0.
- Damen und Dirnen. Erotische Geschichten aus alter Zeit. Illustriert von Otto Clevé. Bertelsmann-Verlag, Gütersloh 1968
- Elegiae et alia. Edizione RES, Turin 1999, ISBN 88-85323-30-8.
- La ninfa Tiberia. Musia, Mailand 1991, ISBN 88-425-0907-8.
- Novelle. Salerno Edizione, Rom 1992, ISBN 88-8402-082-4.
- Opere di Molza. Bergamo 1747–54 (3 Bde., hrsg. von Pierantonio Serassi)